# Physiognomie

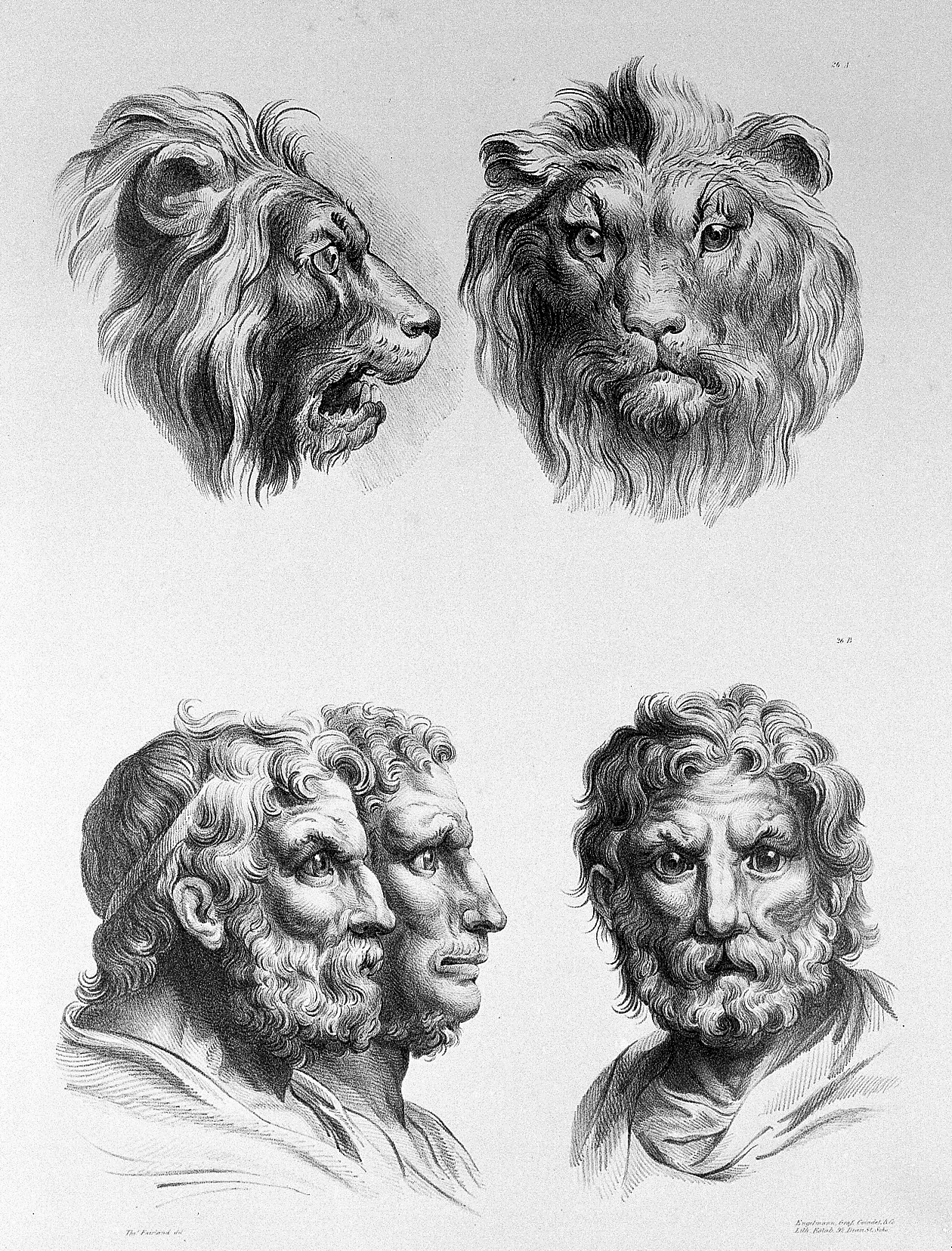
Diese Lithographie von Charles Le Brun (1619–1690) vergleicht die menschliche Physiognomie mit der der rohen Kreatur.

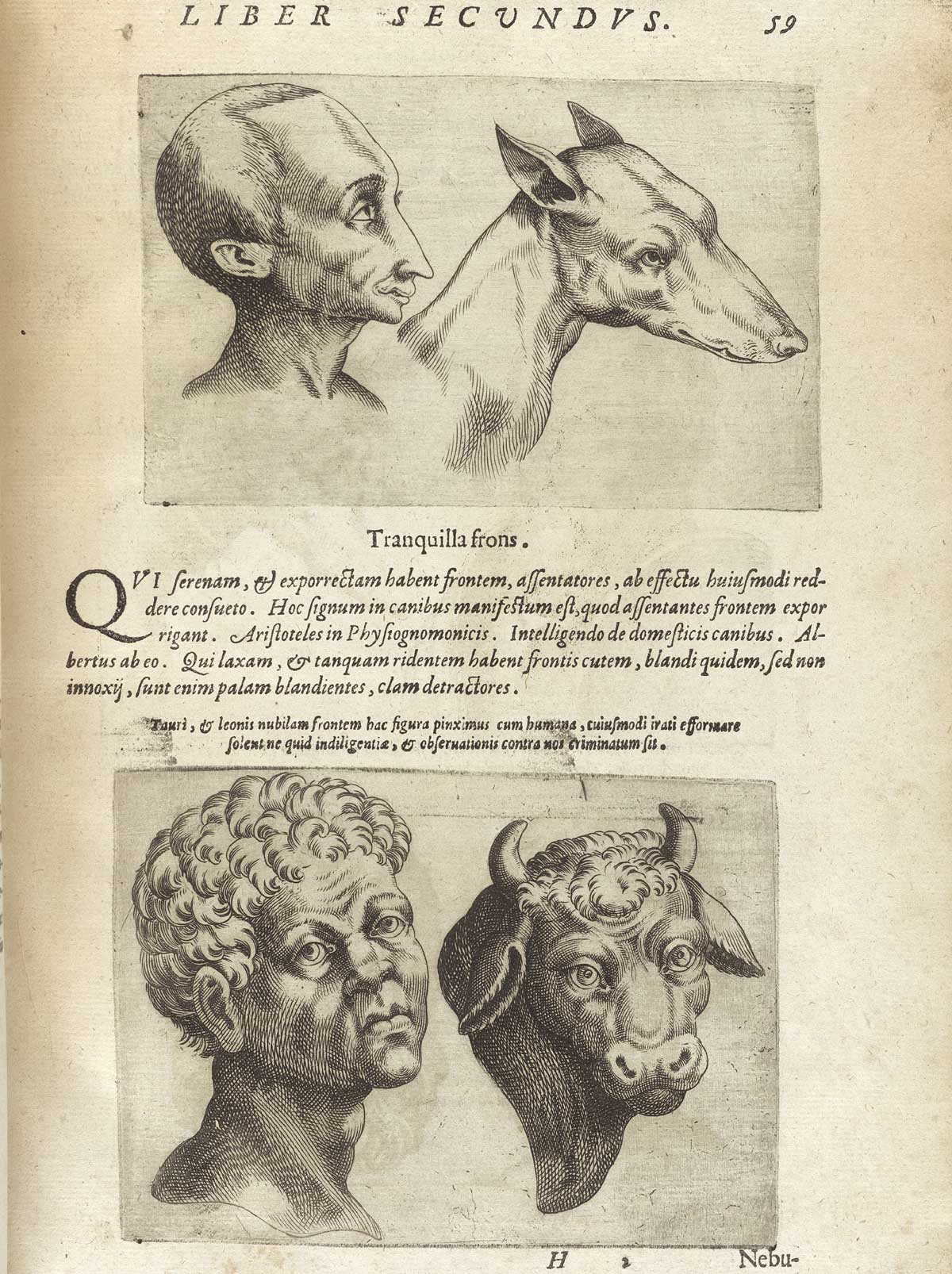
Giambattista della Porta, De humana physiognomonia, 1586

Als Physiognomie (von griechisch φύσις phýsis = Natur, γνώμη gnṓmē = Wissen) wird die äußere Erscheinung von Lebewesen bezeichnet, insbesondere die des Menschen und hier speziell die für einen Menschen charakteristischen Gesichtszüge. Teilweise versteht man darunter auch seine ganze Statur, etwa als Konstitutionstyp.

## Psychologie und Philosophie
Menschen lernen im Säuglingsalter, andere Menschen an der Physiognomie wiederzuerkennen (siehe Entwicklungspsychologie).
Die moderne Psychologie kann zeigen, auf welche Weise Menschen tatsächlich Emotionen über ihre Gesichtsmuskeln kommunizieren (siehe Mimik). Unter Physiognomie wird jedoch all das verstanden, was vom Kommunikationsverhalten unbeeinflusst bleibt – die Länge der Nase, Falten, Lage der Ohren etc.
Traditionell war für die Theorie der Mimik die Pathognomik zuständig, zu der die Theorie der Affekte und des Ausdrucks gehören. Die Mimik wurde als Satz von Zeichen verstanden, die an der Oberfläche des Körpers die Zustände der Seele anzeigen.

## Physiognomik, Mimik und Phrenologie

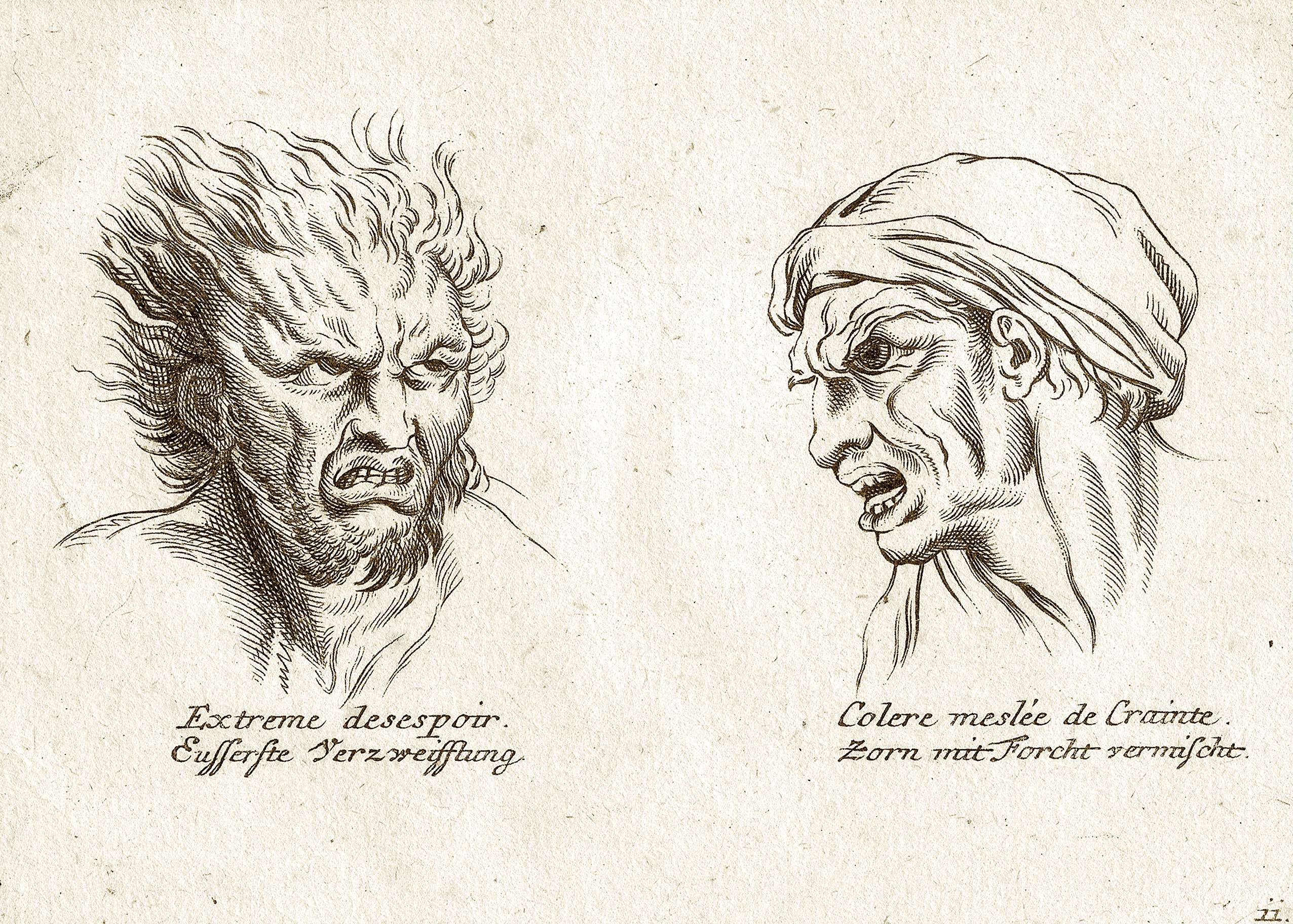
Verschiedene Gefühlszustände und ihr physiognomischer Ausdrucksgehalt

Intuitiv glauben die meisten Menschen, dass aus der Physiognomie etwas über die Seele einer Person zu erfahren ist. Den Versuch, methodisch aus der körperlichen Erscheinung eines Menschen zu lesen, nennt man Physiognomik. Die Physiognomik ist eine uralte Teildisziplin der Medizin seit und mit Hippokrates und Galen. Die genaue Beobachtung von Gesichtsfarbe, Hautkonstitution, Pickeln oder Pusteln sowie die „Facies hippocratica“ als Gesicht eines Sterbenden wie die physiognomische Evaluation der gesamten Gestalt und der inneren Organe gehören dazu.
Von Pathognomik im Gegensatz zur Physiognomik spricht man allerdings erst seit Lavater und Lichtenberg. In der pseudoaristotelischen Schrift „Physiognomonika“ aus dem 3. Jh. v. Chr. und in den meisten Traktaten der Folgezeit wird unter dem Begriff „Physiognomik“ meist auch die Mimik abgehandelt. Die ersten Einzelstudien zur Mimik kommen aus der Benimmlehre (Erasmus über das Grimassenschneiden von Schülern 1524) und dann aus der Kunst der frühen Neuzeit. Charles Le Brun, der Hofmaler von Louis XIV, hat 1688 ein mimisches Musterbuch angefertigt, wo 24 Gesichtsausdrücke mit den entsprechenden Begriffen dargestellt werden. Das posthum von Morel d'Arleux herausgebrachte berühmte Bilderbuch Le Bruns mit Vergleichen zwischen Mensch und Tier Traité concernant le rapport de la physionomie humaine avec celle des animaux (1806) greift ebenfalls antike Traditionen auf.
Bekannt wurde auch Charles Darwins Buch The Expression of Emotion in Animals and Men 1872. Entfernt angelehnt an Methoden Francis Galtons können heute per Computergrafik gemittelte Gesichter erstellt werden. Es wurde festgestellt, dass gemittelte Gesichter allgemein freundlicher und attraktiver wirken. Als Vater der neueren Mimikforschung und Erfinder des FACS, Facial Action Coding System wurde Paul Ekman weltweit bekannt.

## Kunst und Literatur
In der Neuzeit entwickelte sich ein starkes Interesse am Individuum und damit auch an der Physiognomie einzelner Personen. Die Geschichte der Porträtmalerei zeigt das Interesse an individuellen Physiognomien (siehe Identität).
Eine wichtige Funktion von Porträts war es, die individuellen Gesichtszüge festzuhalten und für die Nachwelt zu bewahren. Nach den Malern der italienischen Renaissance war Albrecht Dürer der erste deutsche Künstler nach dem Mittelalter, der bewusst versuchte, die Gesichtszüge seiner Freunde und Geschäftspartner aufzuzeichnen, um sie für die Nachwelt zu bewahren. Gegen Ende des 18. Jahrhunderts gab es mit dem Erscheinen von Johann Kaspar Lavaters Physiognomischen Fragmenten eine Flut von Porträt-Gemälden, -zeichnungen und Silhouetten. Besonders das Profil des Gesichts galt als der Teil der Physiognomie, an dem besonders viel über die Seele abzulesen war, weshalb man häufig als Gesellschaftsspiel Schattenrisse von sich anfertigen ließ und ausdeutete.
Das Gesicht gilt häufig als Speicher für Charakter, Erfahrung und Lebensgeschichte. In Oscar Wildes Roman Das Bildnis des Dorian Gray gibt es ein Porträtgemälde, das anstelle seines Besitzers altert. Sämtliche Sünden, die dieser begeht, hinterlassen seine Spuren nicht an ihm, sondern an dem Gemälde. Heute spielt die Fotografie eine ähnliche Rolle. Fotografische Porträts können die Veränderung individueller Physiognomien über die Jahre hinweg festhalten.

## Recht und Kriminologie
Steckbriefe, Reisepässe und Personalausweise verlassen sich auf die Unverwechselbarkeit der individuellen Merkmale. Schon im Mittelalter wurde in amtlichen Dokumenten vermerkt, wie eine Person aussah, um sie zu identifizieren.
Mit der kriminalistischen Technik der Bertillonage wurden im 19. Jahrhundert physiognomische Messdaten archiviert und zur Identifizierung benutzt. Die Technik war jedoch zu ineffizient und wurde schnell durch die Speicherung von Fingerabdrücken ersetzt. Der englische Naturwissenschaftler Sir Francis Galton versuchte, mit Hilfe fotografischer Mehrfachbelichtung bestimmte gemeinsame physiognomische Merkmale von Verbrechern zu erkennen. Zu dieser Forensik gehört auch die Phrenologie (Schädelkunde), die um 1800 von dem deutschen Arzt Franz Josef Gall entwickelt und von dem Italiener Cesare Lombroso 1867 in die Kriminologie eingeführt wurde. Einige Rassenkundler im Nationalsozialismus beriefen sich auf Lombrosos Thesen.
Die heutige Polizei verwendet fotografische oder digitale Techniken, um die Physiognomie von Kriminellen und Verdächtigen nach Beschreibungen zu rekonstruieren (siehe Phantombild und Gesichtserkennung).

## Medizin
In der Medizin wird die Physiognomie eines Menschen, zum Beispiel durch äußere Untersuchung, in einen Teil der Diagnose einbezogen, um erste Rückschlüsse auf den gesundheitlichen Zustand zu ziehen. Das ist gerade im Rahmen der Notfallmedizin und bei der sogenannten Aspektdiagnose - dem „ersten Eindruck“ wichtig. Dabei kann es aber auch zu Fehldiagnosen kommen.
Seit Mitte des 20. Jahrhunderts wird zunehmend plastische Chirurgie eingesetzt, um Physiognomien dauerhaft zu verändern. Dabei kann die rekonstruktive Chirurgie eine durch Unfall oder Krankheit zerstörte Physiognomie wiederherstellen.